# 王军志
王军志（1955年9月—），男，甘肃兰州人，中国生物制品检定专家，国家药品监督管理局中国食品药品检定研究院学术委员会主任委员，中国工程院院士。

## 生平
1982年、1985年先后获兰州医学院医学学士和医学硕士学位。